# Ebrechtella concinna
Ebrechtella concinna är en spindelart som först beskrevs av Tord Tamerlan Teodor Thorell 1877.  Ebrechtella concinna ingår i släktet Ebrechtella och familjen krabbspindlar. Inga underarter finns listade i Catalogue of Life.